# Piłka nożna na Letnich Igrzyskach Olimpijskich 2024 – turniej kobiet
Turniej kobiet w piłce nożnej na Letnich Igrzyskach Olimpijskich 2024 we Francji był 8. edycją w historii igrzysk.

## System rozgrywek
Do rywalizacji przystąpiło 12 drużyn, podzielonych na trzy grupy. W każdej z nich zmagania toczyły się systemem kołowym, a po dwa najlepsze zespoły z grup uzyskały awans do ćwierćfinału, dodatkowe dwie najlepsze drużyny z klasyfikacji z trzeciego miejsca również uzyskają awans do ćwierćfinału. Od tej fazy pojedynki przeprowadzone zostały systemem pucharowym (jedno spotkanie, przegrywający odpadał, a zwycięzca kwalifikował się do kolejnej fazy).

## Terminarz
| GR | Faza grupowa | ¼ | Ćwierćfinały | ½ | Półfinały | 3 | Mecz o 3. miejsce | F | Finał |

| 25.07 | 26.07 | 27.07 | 28.07 | 29.07 | 30.07 | 31.07 | 1.08 | 2.08 | 3.08 | 4.08 | 5.08 | 6.08 | 7.08 | 8.08 | 9.08 | 10.08 |
| ----- | ----- | ----- | ----- | ----- | ----- | ----- | ---- | ---- | ---- | ---- | ---- | ---- | ---- | ---- | ---- | ----- |
| GR    |       |       | GR    |       |       | GR    |      |      | ¼    |      |      | ½    |      |      | 3    | F     |

## Miasta i stadiony
Turniej rozgrywany jest na 7 stadionach w 7 różnych miastach.
- w Bordeaux (Stade Matmut-Atlantique)
- w Décines-Charpieu - Lyon (Parc OL)
- w Marsylia (Stade Vélodrome)
- w Nantes (Stade de la Beaujoire)
- w Nice (Allianz Riviera)
- w Paryżu (Parc des Princes)
- w Saint-Étienne (Stade Geoffroy-Guichard)

Mecz otwarcia odbędzie się w Nantes i Saint-Étienne, mecz o 3. miejsce w Décines-Charpieu, natomiast finał w Paryżu.
| Marsylia                                                                               | Décines-Charpieu (Lyon)                                                                | Paryż                                                                                  | Bordeaux                |
| -------------------------------------------------------------------------------------- | -------------------------------------------------------------------------------------- | -------------------------------------------------------------------------------------- | ----------------------- |
| Stade Vélodrome                                                                        | Parc OL                                                                                | Parc des Princes                                                                       | Stade Matmut-Atlantique |
| Pojemność: 67 394                                                                      | Pojemność: 59 186                                                                      | Pojemność: 47 929                                                                      | Pojemność: 42 115       |
|                                                                                        |                                                                                        |                                                                                        |                         |
| MarsyliaLyonParyżBordeauxNantesNiceaSaint-ÉtienneMiasta-organizatorzy na mapie Francji | MarsyliaLyonParyżBordeauxNantesNiceaSaint-ÉtienneMiasta-organizatorzy na mapie Francji | MarsyliaLyonParyżBordeauxNantesNiceaSaint-ÉtienneMiasta-organizatorzy na mapie Francji | Nantes                  |
| MarsyliaLyonParyżBordeauxNantesNiceaSaint-ÉtienneMiasta-organizatorzy na mapie Francji | MarsyliaLyonParyżBordeauxNantesNiceaSaint-ÉtienneMiasta-organizatorzy na mapie Francji | MarsyliaLyonParyżBordeauxNantesNiceaSaint-ÉtienneMiasta-organizatorzy na mapie Francji | Stade de la Beaujoire   |
| MarsyliaLyonParyżBordeauxNantesNiceaSaint-ÉtienneMiasta-organizatorzy na mapie Francji | MarsyliaLyonParyżBordeauxNantesNiceaSaint-ÉtienneMiasta-organizatorzy na mapie Francji | MarsyliaLyonParyżBordeauxNantesNiceaSaint-ÉtienneMiasta-organizatorzy na mapie Francji | Pojemność: 35 322       |
| MarsyliaLyonParyżBordeauxNantesNiceaSaint-ÉtienneMiasta-organizatorzy na mapie Francji | MarsyliaLyonParyżBordeauxNantesNiceaSaint-ÉtienneMiasta-organizatorzy na mapie Francji | MarsyliaLyonParyżBordeauxNantesNiceaSaint-ÉtienneMiasta-organizatorzy na mapie Francji |                         |
| MarsyliaLyonParyżBordeauxNantesNiceaSaint-ÉtienneMiasta-organizatorzy na mapie Francji | MarsyliaLyonParyżBordeauxNantesNiceaSaint-ÉtienneMiasta-organizatorzy na mapie Francji | MarsyliaLyonParyżBordeauxNantesNiceaSaint-ÉtienneMiasta-organizatorzy na mapie Francji | Nicea                   |
| MarsyliaLyonParyżBordeauxNantesNiceaSaint-ÉtienneMiasta-organizatorzy na mapie Francji | MarsyliaLyonParyżBordeauxNantesNiceaSaint-ÉtienneMiasta-organizatorzy na mapie Francji | MarsyliaLyonParyżBordeauxNantesNiceaSaint-ÉtienneMiasta-organizatorzy na mapie Francji | Allianz Riviera         |
| MarsyliaLyonParyżBordeauxNantesNiceaSaint-ÉtienneMiasta-organizatorzy na mapie Francji | MarsyliaLyonParyżBordeauxNantesNiceaSaint-ÉtienneMiasta-organizatorzy na mapie Francji | MarsyliaLyonParyżBordeauxNantesNiceaSaint-ÉtienneMiasta-organizatorzy na mapie Francji | Pojemność: 36 178       |
| MarsyliaLyonParyżBordeauxNantesNiceaSaint-ÉtienneMiasta-organizatorzy na mapie Francji | MarsyliaLyonParyżBordeauxNantesNiceaSaint-ÉtienneMiasta-organizatorzy na mapie Francji | MarsyliaLyonParyżBordeauxNantesNiceaSaint-ÉtienneMiasta-organizatorzy na mapie Francji |                         |
| MarsyliaLyonParyżBordeauxNantesNiceaSaint-ÉtienneMiasta-organizatorzy na mapie Francji | MarsyliaLyonParyżBordeauxNantesNiceaSaint-ÉtienneMiasta-organizatorzy na mapie Francji | MarsyliaLyonParyżBordeauxNantesNiceaSaint-ÉtienneMiasta-organizatorzy na mapie Francji | Saint-Étienne           |
| MarsyliaLyonParyżBordeauxNantesNiceaSaint-ÉtienneMiasta-organizatorzy na mapie Francji | MarsyliaLyonParyżBordeauxNantesNiceaSaint-ÉtienneMiasta-organizatorzy na mapie Francji | MarsyliaLyonParyżBordeauxNantesNiceaSaint-ÉtienneMiasta-organizatorzy na mapie Francji | Stade Geoffroy-Guichard |
| MarsyliaLyonParyżBordeauxNantesNiceaSaint-ÉtienneMiasta-organizatorzy na mapie Francji | MarsyliaLyonParyżBordeauxNantesNiceaSaint-ÉtienneMiasta-organizatorzy na mapie Francji | MarsyliaLyonParyżBordeauxNantesNiceaSaint-ÉtienneMiasta-organizatorzy na mapie Francji | Pojemność: 41 965       |
| MarsyliaLyonParyżBordeauxNantesNiceaSaint-ÉtienneMiasta-organizatorzy na mapie Francji | MarsyliaLyonParyżBordeauxNantesNiceaSaint-ÉtienneMiasta-organizatorzy na mapie Francji | MarsyliaLyonParyżBordeauxNantesNiceaSaint-ÉtienneMiasta-organizatorzy na mapie Francji |                         |

## Składy
W turnieju kobiet nie obowiązuje limit wiekowy jak w przypadku mężczyzn. Każda drużyna składa się z 18 zawodniczek w tym obowiązkowo z 2 bramkarek. Każda drużyna może mieć również listę czterech rezerwowych zawodniczek, które mogą zastąpić zawodniczkę w przypadku kontuzji podczas turnieju.

## Koszyki
Losowanie fazy grupowej Igrzysk Olimpijskich w piłce nożnej 2024 odbyło się 20 marca 2024 roku w Paryżu we Francji.
12 drużyn zostało rozlosowanych do trzech grup po cztery drużyny. Gospodarz czyli Francja, została automatycznie rozstawiona do koszyka 1, podczas gdy pozostałe 11 drużyn zostały rozstawione na podstawie światowego rankingu FIFA (pokazanego w nawiasach). Żadna grupa nie mogła zawierać więcej, niż jedną drużynę z tej samej konfederacji.
| Koszyk 1                                                          | Koszyk 2                                | Koszyk 3                                         | Koszyk 4                                          |
| ----------------------------------------------------------------- | --------------------------------------- | ------------------------------------------------ | ------------------------------------------------- |
| - Francja (3) (gospodarz) - Hiszpania (1) - Stany Zjednoczone (4) | - Niemcy (5) - Japonia (7) - Kanada (9) | - Brazylia (10) - Australia (12) - Kolumbia (23) | - Nowa Zelandia (28) - Nigeria (36) - Zambia (65) |

## Faza grupowa
Harmonogram spotkań:
O końcowej kolejności drużyn w każdej grupie decydują:
1. Liczba punktów uzyskana przez drużyny we wszystkich meczach grupowych;
2. Bilans bramek uzyskany we wszystkich meczach grupowych;
3. Liczba goli strzelonych przez drużyny we wszystkich meczach grupowych.

Jeśli dwa lub więcej zespołów mają tyle samo punktów, taki sam stosunek bramek i taką samą liczbę bramek strzelonych, kolejność ustala się w następujący sposób:
a) liczba punktów uzyskanych w meczach między danymi drużynami,
b) bilans bramek po meczach między danymi drużynami,
c) liczba bramek strzelonych w meczach między danymi drużynami,
d) punkty fair play we wszystkich meczach grupowych (żółta kartka: -1 punkt, pośrednia czerwona kartka (druga żółta kartka): −3 punkty, bezpośrednia czerwona kartka: -4 punkty, żółta kartka i bezpośrednia czerwona kartka: -5 punktów)
e) losowanie.

### Grupa A
| Lp. | Drużyna       | M | Z | R | P | B+ | B- | +/– | Pkt | Kwalifikacja         |
| --- | ------------- | - | - | - | - | -- | -- | --- | --- | -------------------- |
| 1   | Kanada        | 3 | 3 | 0 | 0 | 5  | 2  | +3  | 9   | Ćwierćfinały         |
| 2   | Francja (H)   | 3 | 2 | 0 | 1 | 6  | 5  | +1  | 6   | Ćwierćfinały         |
| 3   | Kolumbia      | 3 | 1 | 0 | 2 | 4  | 4  | 0   | 3   | Możliwe ćwierćfinały |
| 4   | Nowa Zelandia | 3 | 0 | 0 | 3 | 2  | 6  | −4  | 0   |                      |

| 25 lipca 2024 17:00 CEST | Kanada · Lacasse 45+4' · Viens 79' | 2:1(1:1)Raport | Nowa Zelandia · 13' Barry | Stade Geoffroy-Guichard, Saint-Étienne Widzów: 2 674 Sędzia: Tess Olofsson |
|                          |                                    |                |                           |                                                                            |

| 25 lipca 2024 21:00 CEST | Francja · Katoto 6', 42' · Dali 18' | 3:2(3:0)Raport | Kolumbia · 54' (k.) Usme · 64' Paví | Parc OL, Décines-Charpieu Widzów: 29 208 Sędzia: Tori Penso |
|                          |                                     |                |                                     |                                                             |

| 28 lipca 2024 17:00 CEST | Nowa Zelandia | 0:2(0:1)Raport | Kolumbia · 27' Restrepo · 72' Santos | Parc OL, Décines-Charpieu Widzów: 5 212 Sędzia: Kim Yu-jeong |
|                          |               |                |                                      |                                                              |

| 28 lipca 2024 21:00 CEST | Francja · Katoto 42' | 1:2(1:0)Raport | Kanada · 58' Fleming · 90+12' Gilles | Stade Geoffroy-Guichard, Saint-Étienne Widzów: 17 550 Sędzia: Bouchra Karboubi |
|                          |                      |                |                                      |                                                                                |

| 31 lipca 2024 21:00 CEST | Nowa Zelandia · Taylor 43' | 1:2(1:1)Raport | Francja · 22', 49' Katoto | Parc OL, Décines-Charpieu Widzów: 21 946 Sędzia: Edina Alves Batista |
|                          |                            |                |                           |                                                                      |

| 31 lipca 2024 21:00 CEST | Kolumbia | 0:1(0:0)Raport | Kanada · 61' Gilles | Allianz Riviera, Nice Widzów: 5 388 Sędzia: Rebecca Welch |
|                          |          |                |                     |                                                           |

### Grupa B
| Lp. | Drużyna           | M | Z | R | P | B+ | B- | +/– | Pkt | Kwalifikacja         |
| --- | ----------------- | - | - | - | - | -- | -- | --- | --- | -------------------- |
| 1   | Stany Zjednoczone | 3 | 3 | 0 | 0 | 9  | 2  | +7  | 9   | Ćwierćfinały         |
| 2   | Niemcy            | 3 | 2 | 0 | 1 | 8  | 5  | +3  | 6   | Ćwierćfinały         |
| 3   | Australia         | 3 | 1 | 0 | 2 | 7  | 10 | −3  | 3   | Możliwe ćwierćfinały |
| 4   | Zambia            | 3 | 0 | 0 | 3 | 6  | 13 | −7  | 0   |                      |

| 25 lipca 2024 19:00 CEST | Niemcy · Hegering 24' · Schüller 64' · Brand 68' | 3:0(1:0)Raport | Australia | Stade Vélodrome, Marsylia Widzów: 9 731 Sędzia: Katia García |
|                          |                                                  |                |           |                                                              |

| 25 lipca 2024 21:00 CEST | Stany Zjednoczone · Rodman 17' · Swanson 24', 25' | 3:0(3:0)Raport | Zambia | Allianz Riviera, Nice Widzów: 5 550 Sędzia: Ramon Abatti |
|                          |                                                   |                |        |                                                          |

| 28 lipca 2024 19:00 CEST | Australia · Kennedy 7' · Raso 35' · Musole 58' (sam.) · Catley 65', 78' (k) · Heyman 90' | 6:5(2:4)Raport | Zambia · 1', 33', 45+2' Banda · 21', 56' Kundananji | Allianz Riviera, Nice Widzów: 4 441 Sędzia: Emikar Caldera |
|                          |                                                                                          |                |                                                     |                                                            |

| 28 lipca 2024 21:00 CEST | Stany Zjednoczone · Smith 11', 44' · Swanson 26' · Williams 89' | 4:1(3:1)Raport | Niemcy · 22' Gwinn | Stade Vélodrome, Marsylia Widzów: 12 845 Sędzia: Yael Falcón Pérez |
|                          |                                                                 |                |                    |                                                                    |

| 31 lipca 2024 19:00 CEST | Zambia · Banda 49' | 1:4(0:1)Raport | Niemcy · 10', 61' Schüller · 47' Bühl · 90+7' Senß | Stade Geoffroy-Guichard, Saint-Étienne Widzów: 13 036 Sędzia: Yoshimi Yamashita |
|                          |                    |                |                                                    |                                                                                 |

| 31 lipca 2024 19:00 CEST | Australia · Kennedy 90+1' | 1:2(0:1)Raport | Stany Zjednoczone · 43' Rodman · 77' Albert | Stade Vélodrome, Marsylia Widzów: 2 642 Sędzia: François Letexier |
|                          |                           |                |                                             |                                                                   |

### Grupa C
| Lp. | Drużyna   | M | Z | R | P | B+ | B- | +/– | Pkt | Kwalifikacja         |
| --- | --------- | - | - | - | - | -- | -- | --- | --- | -------------------- |
| 1   | Hiszpania | 3 | 3 | 0 | 0 | 5  | 1  | +4  | 9   | Ćwierćfinały         |
| 2   | Japonia   | 3 | 2 | 0 | 1 | 6  | 4  | +2  | 6   | Ćwierćfinały         |
| 3   | Brazylia  | 3 | 1 | 0 | 2 | 2  | 4  | −2  | 3   | Możliwe ćwierćfinały |
| 4   | Nigeria   | 3 | 0 | 0 | 3 | 1  | 5  | −4  | 0   |                      |

| 25 lipca 2024 17:00 CEST | Hiszpania · Bonmatí 22' · Caldentey 74' | 2:1(1:1)Raport | Japonia · 13' Fujino | Stade de la Beaujoire, Nantes Widzów: 10 377 Sędzia: Bouchra Karboubi |
|                          |                                         |                |                      |                                                                       |

| 25 lipca 2024 19:00 CEST | Nigeria | 0:1(0:1)Raport | Brazylia · 37' Gabi Nunes | Stade Matmut-Atlantique, Bordeaux Widzów: 6 244 Sędzia: Kim Yu-jeong |
|                          |         |                |                           |                                                                      |

| 28 lipca 2024 17:00 CEST | Brazylia · Jheniffer 56' | 1:2(0:0)Raport | Japonia · 90+2' (k) Kumagai · 90+6' Tanikawa | Parc des Princes, Paryż Widzów: 40 918 Sędzia: Rebecca Welch |
|                          |                          |                |                                              |                                                              |

| 28 lipca 2024 19:00 CEST | Hiszpania · Putellas 85' | 1:0(0:0)Raport | Nigeria | Stade de la Beaujoire, Nantes Widzów: 11 079 Sędzia: Tori Penso |
|                          |                          |                |         |                                                                 |

| 31 lipca 2024 17:00 CEST | Japonia · Hamano 22' · Tanaka 32' · Kitagawa 45+5' | 3:1(3:1)Raport | Nigeria · 42' Jennifer Echegini | Stade de la Beaujoire, Nantes Widzów: 14 497 Sędzia: Emikar Caldera |
|                          |                                                    |                |                                 |                                                                     |

| 31 lipca 2024 17:00 CEST | Brazylia | 0:2(0:0)Raport | Hiszpania · 68' del Castillo · 90+17' Putellas | Stade Matmut-Atlantique, Bordeaux Widzów: 6 480 Sędzia: Espen Eskås |
|                          |          |                |                                                |                                                                     |

### Ranking trzecich miejsc
Do fazy pucharowej oprócz drużyn które zajęły w swoich grupach miejsca premiowane awansem (1 i 2), przejdą dwie najlepsze drużyny z trzecich miejsc.
| Lp. | Gr. | Drużyna   | M | Z | R | P | B+ | B- | +/– | Pkt | Kwalifikacja |
| --- | --- | --------- | - | - | - | - | -- | -- | --- | --- | ------------ |
| 1   | A   | Kolumbia  | 3 | 1 | 0 | 2 | 4  | 4  | 0   | 3   | Ćwierćfinały |
| 2   | C   | Brazylia  | 3 | 1 | 0 | 2 | 2  | 4  | −2  | 3   | Ćwierćfinały |
| 3   | B   | Australia | 3 | 1 | 0 | 2 | 7  | 10 | −3  | 3   |              |

## Faza pucharowa
|  |                                   |                   |                                   |                           |   |                   |                         |                                   |                                   |                                   |                   |       |       |
|  | Ćwierćfinały                      | Ćwierćfinały      | Ćwierćfinały                      |                           |   | Półfinały         | Półfinały               | Półfinały                         |                                   |                                   | Finał             | Finał | Finał |
|  | Ćwierćfinały                      | Ćwierćfinały      | Ćwierćfinały                      |                           |   | Półfinały         | Półfinały               | Półfinały                         |                                   |                                   | Finał             | Finał | Finał |
|  | 3 sierpnia 2024, Décines-Charpieu |                   |                                   |                           |   |                   |                         |                                   |                                   |                                   |                   |       |       |
|  |                                   |                   |                                   |                           |   |                   |                         |                                   |                                   |                                   |                   |       |       |
|  | Francja                           | Francja           | 0                                 |                           |   |                   |                         |                                   |                                   |                                   |                   |       |       |
|  | Francja                           | Francja           | 0                                 | 6 sierpnia 2024, Marsylia |   |                   |                         |                                   |                                   |                                   |                   |       |       |
|  | Brazylia                          | Brazylia          | 1                                 |                           |   |                   |                         |                                   |                                   |                                   |                   |       |       |
|  | Brazylia                          | Brazylia          | 1                                 |                           |   | Brazylia          | Brazylia                | 4                                 |                                   |                                   |                   |       |       |
|  | 3 sierpnia 2024, Décines-Charpieu |                   |                                   |                           |   | Brazylia          | Brazylia                | 4                                 |                                   |                                   |                   |       |       |
|  |                                   |                   | Hiszpania                         | Hiszpania                 | 2 |                   |                         |                                   |                                   |                                   |                   |       |       |
|  | Hiszpania                         | Hiszpania         | Hiszpania                         | Hiszpania                 | 2 | 2(4)              |                         |                                   |                                   |                                   |                   |       |       |
|  | Hiszpania                         | Hiszpania         |                                   |                           |   | 2(4)              | 10 sierpnia 2024, Paryż |                                   |                                   |                                   |                   |       |       |
|  | Kolumbia                          | Kolumbia          | 2(2)                              |                           |   |                   |                         |                                   |                                   |                                   |                   |       |       |
|  | Kolumbia                          | Kolumbia          | 2(2)                              |                           |   | Brazylia          | Brazylia                | 0                                 |                                   |                                   |                   |       |       |
|  | 3 sierpnia 2024, Paryż            |                   |                                   |                           |   | Brazylia          | Brazylia                | 0                                 |                                   |                                   |                   |       |       |
|  |                                   |                   | Stany Zjednoczone                 | Stany Zjednoczone         | 1 |                   |                         |                                   |                                   |                                   |                   |       |       |
|  | Stany Zjednoczone                 | Stany Zjednoczone | Stany Zjednoczone                 | Stany Zjednoczone         | 1 | 1                 |                         |                                   |                                   |                                   |                   |       |       |
|  | Stany Zjednoczone                 | Stany Zjednoczone | 6 sierpnia 2024, Décines-Charpieu |                           |   | 1                 |                         |                                   |                                   |                                   |                   |       |       |
|  | Japonia                           | Japonia           | 0                                 |                           |   |                   |                         |                                   |                                   |                                   |                   |       |       |
|  | Japonia                           | Japonia           | 0                                 |                           |   | Stany Zjednoczone | Stany Zjednoczone       | 1                                 | Mecz o 3. miejsce                 | Mecz o 3. miejsce                 | Mecz o 3. miejsce |       |       |
|  | 3 sierpnia 2024, Marsylia         |                   |                                   |                           |   | Stany Zjednoczone | Stany Zjednoczone       | 1                                 | Mecz o 3. miejsce                 | Mecz o 3. miejsce                 | Mecz o 3. miejsce |       |       |
|  |                                   |                   | Niemcy                            | Niemcy                    | 0 |                   |                         | 9 sierpnia 2024, Décines-Charpieu | 9 sierpnia 2024, Décines-Charpieu | 9 sierpnia 2024, Décines-Charpieu |                   |       |       |
|  | Kanada                            | Kanada            | Niemcy                            | Niemcy                    | 0 | 0(2)              |                         | 9 sierpnia 2024, Décines-Charpieu | 9 sierpnia 2024, Décines-Charpieu | 9 sierpnia 2024, Décines-Charpieu |                   |       |       |
|  | Kanada                            | Kanada            |                                   |                           |   |                   |                         | Hiszpania                         | Hiszpania                         | 0                                 |                   |       |       |
|  | Niemcy                            | Niemcy            | 0(4)                              |                           |   |                   |                         |                                   | Hiszpania                         | 0                                 |                   |       |       |
|  | Niemcy                            | Niemcy            | 0(4)                              |                           |   |                   |                         | Niemcy                            | Niemcy                            | 1                                 |                   |       |       |
|  |                                   |                   |                                   |                           |   |                   |                         |                                   | Niemcy                            | 1                                 |                   |       |       |

### Ćwierćfinały
| 3 sierpnia 2024 15:00 CEST | Stany Zjednoczone · Rodman 105+2' | 1:0 dogr.(0:0, 0:0, 1:0)Raport | Japonia | Parc des Princes, Paryż Widzów: 43 004 Sędzia: Tess Olofsson |
|                            |                                   |                                |         |                                                              |

| 3 sierpnia 2024 17:00 CEST                 | Hiszpania · Hermoso 79' · Paredes 90+7' | 2:2 dogr. k. 4:2(0:1, 2:2, 2:2)Raport | Kolumbia · Ramírez 12' · Santos 52' | Parc OL, Décines-Charpieu Widzów: 10 355 Sędzia: Katia García |
|                                            |                                         |                                       |                                     |                                                               |
|                                            |                                         | Rzuty karne                           |                                     |                                                               |
| Caldentey · Navarro · Paralluelo · Bonmatí |                                         | Usme · Vargas · Salazar · Carabalí    |                                     |                                                               |

| 3 sierpnia 2024 19:00 CEST       | Kanada | 0:0 k. 2:4(0:0, 0:0, 0:0)Raport          | Niemcy | Stade Vélodrome, Marsylia Widzów: 12 517 Sędzia: Edina Alves Batista |
|                                  |        |                                          |        |                                                                      |
|                                  |        | Rzuty karne                              |        |                                                                      |
| Quinn · Lawrence · Leon · Beckie |        | Gwinn · Minge · Lohmann · Rauch · Berger |        |                                                                      |

| 3 sierpnia 2024 21:00 CEST | Francja | 0:1(0:0)Raport | Brazylia · 82' Portilho | Parc OL, Décines-Charpieu Widzów: 32 280 Sędzia: Tori Penso |
|                            |         |                |                         |                                                             |

### Półfinały
| 6 sierpnia 2024 18:00 CEST | Stany Zjednoczone · Smith 95' | 1:0 dogr.(0:0, 0:0, 1:0)Raport | Niemcy | Parc OL, Décines-Charpieu Widzów: 11 716 Sędzia: Bouchra Karboubi |
|                            |                               |                                |        |                                                                   |

| 6 sierpnia 2024 21:00 CEST | Brazylia · Paredes 6' (sam.) · Portilho 45+4' · Adriana 72' · Kerolin 90+1' | 4:2(2:0)Raport | Hiszpania · 85' (sam.) Sampaio · 90+12' Paralluelo | Stade Vélodrome, Marseille Widzów: 14 201 Sędzia: Rebecca Welch |
|                            |                                                                             |                |                                                    |                                                                 |

### Mecz o 3. miejsce
| 9 sierpnia 2024 15:00 CEST | Hiszpania | 0:1(0:0)Raport | Niemcy · 65' (k.) Gwinn | Parc OL, Décines-Charpieu Widzów: 10 995 Sędzia: Katia García |
|                            |           |                |                         |                                                               |

### Finał
| 10 sierpnia 2024 17:00 CEST | Brazylia | 0:1(0:0)Raport | Stany Zjednoczone · 57' Swanson | Parc des Princes, Paryż Widzów: 43 813 Sędzia: Tess Olofsson |
|                             |          |                |                                 |                                                              |

## Klasyfikacja końcowa
Uwaga: Rozstrzygnięcie meczu w rzutach karnych uznaje się jako remis i obu drużynom dodaje się 1 pkt.
| Miejsce                        | Reprezentacja     | Grupa | Mecze | Punkty | Bramki+ | Bramki- | Bramki +/− |
| ------------------------------ | ----------------- | ----- | ----- | ------ | ------- | ------- | ---------- |
| złoto                          | Stany Zjednoczone | B     | 6     | 18     | 12      | 2       | 10         |
| srebro                         | Brazylia          | C     | 6     | 9      | 7       | 7       | 0          |
| brąz                           | Niemcy            | B     | 6     | 10     | 9       | 6       | 3          |
| 4.                             | Hiszpania         | C     | 6     | 8      | 5       | 11      | -6         |
| Wyeliminowane w ćwierćfinale   |                   |       |       |        |         |         |            |
| 5.                             | Kanada            | A     | 4     | 10     | 5       | 2       | +3         |
| 6.                             | Japonia           | C     | 4     | 6      | 6       | 5       | +1         |
| 7.                             | Francja           | A     | 4     | 6      | 6       | 6       | 0          |
| 8.                             | Kolumbia          | A     | 4     | 4      | 6       | 6       | 0          |
| Wyeliminowane w fazie grupowej |                   |       |       |        |         |         |            |
| 9.                             | Australia         | B     | 3     | 3      | 7       | 10      | -3         |
| 10.                            | Nowa Zelandia     | A     | 3     | 0      | 2       | 6       | -4         |
| 11.                            | Nigeria           | C     | 3     | 0      | 1       | 5       | -4         |
| 12.                            | Zambia            | B     | 3     | 0      | 6       | 13      | -7         |

## Strzelczynie
Uwaga: Lista nie obejmuje goli strzelonych w seriach rzutów karnych.
Stan na 28 lipca 2024.
Pogrubioną czcionką zaznaczono piłkarki, których drużyna wciąż pozostaje w grze.

### 5 goli
- Marie-Antoinette Katoto

### 4 gole
- Barbra Banda
- Mallory Swanson

### 3 gole
- Lea Schüller
- Sophia Smith
- Trinity Rodman

### 2 gole
- Steph Catley
- Alanna Kennedy
- Gabi Portilho
- Vanessa Gilles
- Alexia Putellas
- Giulia Gwinn
- Leicy Santos
- Racheal Kundananji

### 1 gol
- Michelle Heyman
- Hayley Raso
- Adriana
- Jheniffer
- Gabi Nunes
- Kerolin
- Kenza Dali
- Aitana Bonmatí
- Mariona Caldentey
- Athenea del Castillo
- Jennifer Hermoso
- Salma Paralluelo
- Irene Paredes
- Aoba Fujino
- Maika Hamano
- Hikaru Kitagawa
- Saki Kumagai
- Mina Tanaka
- Momoko Tanikawa
- Jessie Fleming
- Cloé Lacasse
- Evelyne Viens
- Manuela Paví
- Mayra Ramírez
- Marcela Restrepo
- Catalina Usme
- Jule Brand
- Klara Bühl
- Marina Hegering
- Elisa Senß
- Jennifer Echegini
- Mackenzie Barry
- Kate Taylor
- Korbin Albert
- Lynn Williams

### Gole samobójcze
- Duda Sampaio (dla Hiszpanii)
- Irene Paredes (dla Brazylii)
- Ngambo Musole (dla Australii)